# Poročnik fregate
Poročnik fregate je pomorski častniški čin (kopenski ekvivalent je nadporočnik).

## Primerjava častniških stopenj
Slovenska vojska :

| Vojaški čini            |                   |                             |
| Nižji: Poročnik korvete | pomorski častniki | Višji: Poročnik bojne ladje |

Avstro-Ogrska vojna mornarica  (k.u.k. Kriegsmarine):

| Vojaški čini            |                   |                             |
| Nižji: Poročnik korvete | pomorski častniki | Višji: Poročnik bojne ladje |